# سونيت 10
السونيت 10 هي واحدة من السوناتات الـ 154 التي كتبها الكاتب والشاعر الإنجليزي وليم شكسبير.
تأتي السونيت العاشرة ضمن مجموعة السوناتات الـ154 التي خطها بأسلوب يفيض بالبلاغة والرمزية، وتحديدًا في سياق ما يعرف بسوناتات «التكاثر» الموجهة للشاب الوسيم. يخاطب شكسبير في هذه السوناتة الشاب بلهجة قاسية ونبرة عتاب، مستنكراً رفضه الوقوع في الحب وإنجاب ذرية تحفظ جماله من الفناء. يُظهر الشاعر استياءه من موقف الشاب الذي يتصف بالكراهية ضد العالم، وهي الكراهية التي عبّر عنها بوضوح في البيت الأخير من السونيت 9، مما يربط بين هاتين السوناتتين، تماماً كما يرتبط الأزواج من السوناتات الأخرى بشكل متسلسل.

## البنية الفنية
تتبع السوناتة العاشرة النسق الكلاسيكي للسوناتة الإنجليزية الشكسبيرية، مؤلفةً من ثلاثة رباعيات تتوجها كوبليت ختامية، معتمدة على نمط قافية منظم ABAB CDCD EFEF GG. ويأتي الوزن الشعري هنا على بحر اليامبي الخماسي، وهو تركيب يعتمد على خمسة مقاطع موزونة بشكل متتابع عبر السطور.

## الملخص والتحليل
يتكرر موضوع «التكاثر» في السونيت، ولكن هذه المرة ينحو الشاعر منحىً أكثر شخصية، حيث يناشد الشاب أن يترك أثراً في هذه الحياة ويحقق رغبة الشاعر بإنجاب طفل يحمل جماله. إن الشاب يُلام لكونه «غير مُدبر» ولعدم حرصه على الاستثمار في المستقبل.
يتغنى الشاعر بجاذبية الشاب وسحره، ويرى أن عليه الاعتراف بأنه محبوب من كثيرين، كما كان الحال مع ناركيسوس في الأساطير القديمة، الذي أوقع بجماله العديد من القلوب. غير أن الشاب، على غرار ناركيسوس، يرفض حب الآخرين ويفضل العزلة.
وفي الأبيات المتوسطة، يستخدم الشاعر صوراً تعبيرية ذات طابع سياسي مثل التمرد والمؤامرات وتدمير البيوت، ليشير إلى أن الشاب يهدم ذاته بعصيان مشاعره. ويحثه على «تغيير أفكاره» وتبني المحبة والتعاطف، شبيهاً بمفهوم «التوبة» الديني.

## قراءات إضافية
- Baldwin, T. W. (1950). On the Literary Genetics of Shakspeare's Sonnets. University of Illinois Press, Urbana.
- Hubler, Edwin (1952). The Sense of Shakespeare's Sonnets. Princeton University Press, Princeton.
- Schoenfeldt, Michael (2007). The Sonnets: The Cambridge Companion to Shakespeare's Poetry. Patrick Cheney, Cambridge University Press, Cambridge.

## روابط خارجية
- إعادة صياغة السونيتة في اللغة الإنجليزية الحديثة
- تحليل السونيتة

الطبعة الأولى؛
- شكسبير, وليم (1609). Shake-speares Sonnets: Never Before Imprinted [سونيتات شيكسبير: لم تُطبع من قبل] (بالإنجليزية). لندن: Thomas Thorpe. Retrieved 2020-04-15.
- شكسبير, وليم (1905). Lee, Sidney (ed.). Shakespeares Sonnets: Being a reproduction in facsimile of the first edition [سونيتات شيكسبير: نسخة طبق الأصل من الطبعة الأولى] (بالإنجليزية). أكسفورد: دار نشر جامعة أكسفورد. OCLC:458829162. Retrieved 2020-04-15.

طبعات مختلفة؛
- شكسبير, وليم (1916). Alden, Raymond Macdonald (ed.). The Sonnets of Shakespeare [سونيتات شيكسبير] (بالإنجليزية). بوسطن: Houghton Mifflin Company. OCLC:234756. Retrieved 2020-04-15.
- شكسبير، وليم (1944). Rollins، Hyder Edward (المحرر). A New Variorum Edition of Shakespeare: The Sonnets [2 Volumes] [طبعة فاريورم الجديدة من سونيتات شيكسبير [مجلدان]]. فيلادلفيا: ليبينكوت  [لغات أخرى]‏. OCLC:6028485.{{استشهاد بكتاب}}:  صيانة الاستشهاد: علامات ترقيم زائدة (link)

الطبعات النقدية الحديثة؛
- شكسبير، وليم (2007). Atkins، Carl D. (المحرر). Shakespeare's Sonnets: With Three Hundred Years of Commentary [سونيتات شيكسبير: مع ثلاثة قرون من التعليقات]. ماديسون: Fairleigh Dickinson University Press. ISBN:978-0-8386-4163-7. OCLC:86090499.
- شكسبير، وليم (2000) [الطبعة الأولى 1977]. Booth، Stephen (المحرر). Shakespeare's Sonnets [سونيتات شيكسبير] (ط. منقحة). نيو هافن: Yale Nota Bene. ISBN:0-300-01959-9. OCLC:2968040.
- شكسبير، وليم (2002). Burrow، Colin (المحرر). The Complete Sonnets and Poems [السونيتات والقصائد الكاملة]. The Oxford Shakespeare. أكسفورد: دار نشر جامعة أكسفورد. ISBN:978-0192819338. OCLC:48532938.
- شكسبير، وليم (2010) [الطبعة الأولى 1997]. Duncan-Jones، Katherine (المحرر). Shakespeare's Sonnets [سونيتات شيكسبير]. The Arden Shakespeare, السلسلة الثالثة (ط. منقحة). لندن: دار بلومزبري. ISBN:978-1-4080-1797-5. OCLC:755065951.
- شكسبير، وليم (1996). Evans، G. Blakemore (المحرر). The Sonnets [سونيتات شيكسبير]. The New Cambridge Shakespeare. كامبريدج: مطبعة جامعة كامبريدج. ISBN:978-0521294034. OCLC:32272082.
- شكسبير، وليم (1995) [الطبعة الأولى 1986]. Kerrigan، John (المحرر). The Sonnets ; and, A Lover's Complaint [سونيتات شيكسبير؛ و، شكوى عاشق]. New Penguin Shakespeare (ط. منقحة). دار بنجوين للنشر. ISBN:0-14-070732-8. OCLC:15018446.
- شكسبير، وليم (2006). Mowat، Barbara A.؛ Werstine، Paul (المحررون). Shakespeare's Sonnets & Poems [سونيتات وقصائد شيكسبير]. مكتبة فولجر الشكسبيرية. نيويورك: Washington Square Press. ISBN:978-0743273282. OCLC:64594469.
- شكسبير، وليم (2001). Orgel، Stephen (المحرر). The Sonnets [سونيتات شيكسبير]. The Pelican Shakespeare (ط. منقحة). نيويورك: دار بنجوين للنشر. ISBN:978-0140714531. OCLC:46683809.
- شكسبير، وليم (1997). Vendler، Helen (المحرر). The Art of Shakespeare's Sonnets [فن سونيتات شيكسبير]. كامبريدج، ماساتشوستس: دار نشر جامعة هارفارد. ISBN:0-674-63712-7. OCLC:36806589.